# 五桂池ふるさと村
五桂池ふるさと村（ごかつらいけふるさとむら）は、三重県多気郡多気町五桂にある農業公園。多気町五桂池ふるさと村の設置及び管理に関する条例に基づき設置されており、同条例では五桂池ふるさと村、花と動物ふれあい広場、おばあちゃんの店（農産物直売施設）、まごの店（調理実習施設・レストラン）の各施設を総称して「多気町五桂池ふるさと村」としている。条例では漢字表記だが公的な資料でも「ごかつら池 ふるさと村」と表記されることがある。本項では五桂池についても記述する。

## 概要
五桂池ふるさと村は「多気町五桂池ふるさと村」を構成する一施設で、農林漁業体験・研修交流施設、野営場等林間休養施設、野外緑地広場施設からなる。

### 開園の経緯
五桂地区は、ミカン栽培が盛んな地域であり、昭和30年（1955年）代まではミカンによる好景気で潤い、裕福でまとまりのある集落を形成していた。そして昭和40年（1965年）代には集団みかん園が造成されたが、その後ミカン価格の低迷で五桂地区は大きな経済的打撃を受けた。この事態を打開しようと区長や班代表による話し合いがもたれ、五桂池ふるさと村の構想が出来上がった。構想では、五桂池周辺の自然環境と農業体験を組み合わせた「第二のふるさと」を作ることと、地区の共同作業の場を創生することで婦人会や老人会の活性化を図ること、の2点を目指すこととなった。
計画は1981年（昭和56年）に認定され、多気町の後押しと国庫補助事業・農林漁業金融公庫の低利融資、宝くじ緑化事業という行政の資金面の支援を受け、1985年（昭和60年）に正式な開園に至った。

### 年表
- 1964年（昭和39年） - 五桂池周辺でみかん狩りが始まる。
- 1980年（昭和55年） - 自治会が地域振興に関する座談会を開く。その後、｢緑のむら委員会」を46回開催し、ふるさと村の構想が完成。
- 1984年（昭和59年） - 五桂池ふるさと村開園（正式な開園は翌・1985年[6]）。当初はコテージ・食堂・体験工房（陶芸）のみであった。初年度の来場者数は約16万人。
- 1989年（平成元年） - にこにこゴルフがオープン。この施設は補助金なしで地元資金のみで設置された[6]。
- 1993年（平成5年） - ふるさと村の更なる発展を目標に[7] 花と動物ふれあい広場がオープン。
- 1999年（平成11年） - おばあちゃんの店がオープン。
- 2002年（平成14年） - 物置を改良してまごの店がオープン。
- 2005年（平成17年）2月13日 - まごの店が新装開店。

## 五桂池
江戸時代に造られた三重県最大の溜め池である。

### 池の概要
- 周囲：4.5 km
- 面積：19.5ha
- 貯水量：1,716,000m3
- 灌漑受益面積：168ha[5]

### 歴史
- 1672年（寛文12年） - 紀伊藩の命により、四疋田組大庄屋三谷蒼山を総指揮者として五桂村上五桂に池の築堤を開始する。
- 1679年（延宝7年） - 7年の歳月をかけて池が完成。延べ動員数は15万2000人とされる。
  - 池の築堤によって上五桂の住民25世帯は、山原村夏草（現在の志摩市磯部町山原）をはじめ、各地へ転居させられた。
  - この時に紀州みかんが移入され[9]、第二次世界大戦以降は養蚕からみかん栽培に切り替えられた[8]。

### 池を舞台にした作品
- 五桂池の悲話[10] - 五桂地区に伝わる民話。
- 五桂池物語「くちなしの花」[11] - 地元多気町の劇団「白つばき」によって2001年（平成13年）〜2002年（平成14年）に上演された、五桂池築堤で移住を余儀なくされた人々の苦悩を描いた作品。

また、同劇団により2015年にも上演された。

## 主な施設
以下では多気町五桂池ふるさと村の構成施設について述べる。
花と動物ふれあい広場

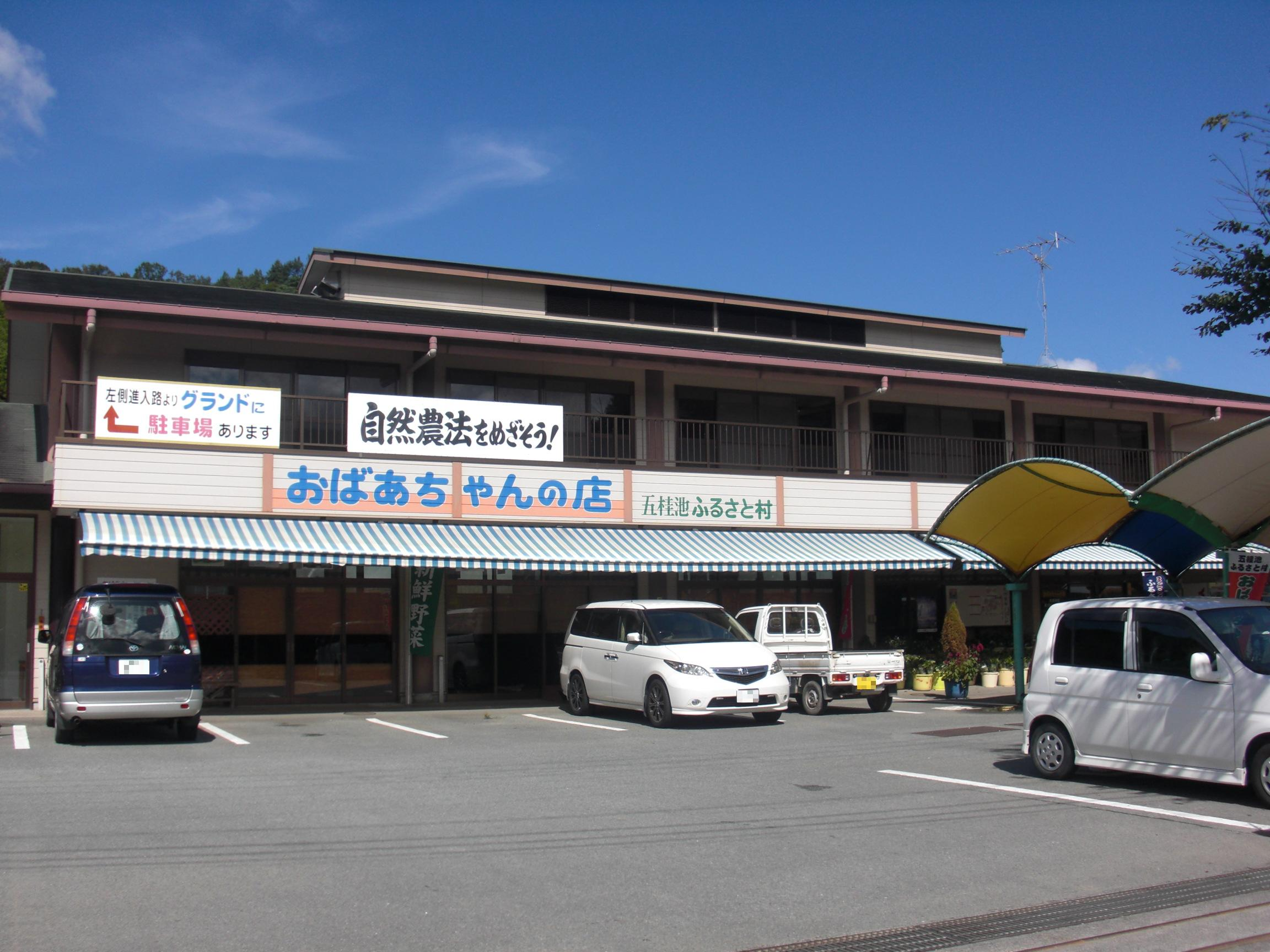
おばあちゃんの店

花と動物ふれあい広場は、条例では地域資源総合管理施設、ふれあい広場施設、ふれあい広場附帯施設とされている。具体的には動物園として構成されており、通称はごかつら池どうぶつパークである。
開園当初は観覧車が設置され、ゾウやライオン、トラも飼育していたが亡くなっている。
- 園内の観覧車は五桂池ふるさと村のシンボルとなっていたが、老朽化を理由に2010年（平成22年）10月31日に運用終了となった[13]。
- アフリカゾウの「パオ」が飼育されていた（2003年8月6日死去）[14]。

1993年（平成5年）時点では三重県度会郡大内山村（現・度会郡大紀町大内山）にある私立の大内山脇動物園（現・大内山動物園）をふるさと村内に移転・開園させる計画であったようであるが、実現しなかった。
2023年からの工事で園内の3分の2がリニューアルされ、2024年6月21日に完成披露式典が行われ、同27日まで町民だけ入園でき、同29日のオープンで一般公開となる。
- おいないぞーん

オグロプレーリードッグ、ワオキツネザル、カラカル、カピバラ、オオサンショウウオ、ニホンキジ、
- きゅんきゅんるーむ

ウサギ、モルモット 、フクロモモンガ、ヒメテンレック
- くりふぞーん

クビワペッカリー
- どきどきるーむ

コーンスネーク、ボールパイソン、カーペットニシキヘビ、ジュウジメドクアマガエル、ミツヅノコノハガエル、アジアンフォレストスコーピオン、アオジタトカゲ、ニシオニプレートトカゲ、フトアゴヒゲトカゲ、ケヅメリクガメ、ギリシャリクガメ、二ホンイシガメ、クサガメ
- めーべーぞーん

ヤギ
- もーぶーるーむ

ミニブタ、ムフロン、ベネットワラビー
- もこもこぞーん

アルパカ、ヒツジ
おばあちゃんの店
おばあちゃんの店は農産物直売施設である。まごの店に食材を供給している。
まごの店
まごの店は三重県立相可高等学校食物調理クラブの生徒により運営されている調理実習施設兼レストランである。休日のみの営業であるが、同校の生徒が日本国内外の調理コンクールで優秀な実績を重ね、また各種マスコミにより報道されたことで注目された。2011年5月から7月2日まで放映された日本テレビ系列の連続テレビドラマ「高校生レストラン」のモデルとなった。
その他の施設
- せんぱいの店五桂池ふるさと村店 - まごの店の卒業生が運営する惣菜店。
- 果物狩り - 季節により、柿・みかん・いちごの収穫ができる。1991年（平成3年）度の利用者は、みかん狩りが13,363人、いちご狩りが4,395人であった[17]。
- にこにこゴルフ - パターゴルフ場で18ホールある[17]。木製のボールやクラブを使い、子ども連れの家族や友人同士の手軽なプレーができる[17]。1991年（平成3年）度の利用者は22,000人であった[17]。
- ふるさとの家 - キャンプ場（ロッジ）。それぞれのロッジには昔の屋号が付けられている[18]。1991年（平成3年）度の利用者は、宿泊9,843人、休憩4,444人であった[19]。

## アクセス
鉄道
- JR東海紀勢本線佐奈駅から徒歩34分
- JR東海紀勢本線・参宮線多気駅からタクシー約15分

バス
- 多気町町営バス五桂・井戸谷線「ふるさと村前」下車、すぐ。（多気町民のみ利用可）
- 三重交通「五桂口」バス停から徒歩約30分。

自動車
- 伊勢自動車道勢和多気インターチェンジから約5分